# زبان سامی لوله
زبان سامی لوله (julevsámegiella، نروژی: lulesamisk، سوئدی: lulesamiska) یک زبان اورالی، سامی است که در لاپمارک لوله، در پیرامون رود لوله سوئد و بخش‌های شمالی شهرستان نوردلاند در نروژ، به ویژه در شهرداری تیسفیورد که زبان رسمی آنجاست، گفتگو می‌شود. سامی لوله به خط لاتین نوشته می‌شود.

## الفبا
| a | á | b | d | e | f | g | h | i | j | k | l | m | n | ŋ | o | p | r | s | t | u | v | å | ä |